# Henri Saint Cyr

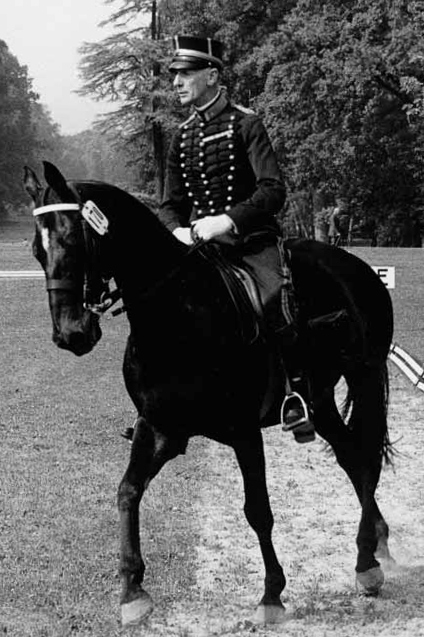
Henri Saint Cyr (1952)

Henri Julius Reverony Saint Cyr (* 15. März 1902 in Stockholm; † 27. Juli 1979 in Kristianstad) war ein schwedischer Dressurreiter.
Er wurde bei den Olympischen Spielen 1952 in Helsinki und 1956 in Stockholm jeweils im Einzel und mit der Mannschaft Olympiasieger in der Dressur. 1952 gewann er auf Master Rufus und 1956 auf Juli. Bei beiden Siegen im Einzel gewann er vor der Dänin Lis Hartel.
Henri Saint Cyr zählt neben Nicole Uphoff, Anky van Grunsven, Charlotte Dujardin und Jessica von Bredow-Werndl zu den Dressurreitern, die bei Olympischen Spielen zweimal in Folge Gold im Einzel gewannen.
Neben Nicole Uphoff und Jessica von Bredow-Werndl gelang es ihm darüber hinaus bei Olympischen Spielen zweimal in Folge Gold im Einzel und mit der Mannschaft zu gewinnen.